# August Lewakowski
August Lewakowski (1833 Krosno – 15. září 1891 Krosno) byl rakouský právník a politik polské národnosti z Haliče, na konci 19. století poslanec Říšské rady, starosta Krosna.

## Biografie
Vystudoval práva na Lvovské univerzitě. Účastnil se polského lednového povstání roku 1863. V Krosně měl advokátní kancelář. V letech 1887–1891 zastával funkci starosty Krosna. Inicioval výstavbu příjezdové komunikace ke krosenskému nádraží. Podporoval průmysl a odborné školství.
Byl poslancem Říšské rady (celostátního parlamentu Předlitavska), kam usedl v doplňovacích volbách roku 1887 za kurii venkovských obcí v Haliči, obvod Jasło, Gorlice atd. Nastoupil 14. října 1887 místo Józefa Jasińského. Ve volebním období 1885–1891 se uvádí jako Dr. August Lewakowski, advokát a starosta, bytem Krosno.
Na Říšské radě je v roce 1887 uváděn coby člen Polského klubu.
Zemřel v září 1891.
V politice byl aktivní i jeho bratr Karol Lewakowski.